# Limenitis archippus
A borboleta vice-rei (Limenitis archippus) é uma borboleta que imita a borboleta-monarca, mas que no entanto não produz as mesmas toxinas que ela. Isso faz com que os predadores a confundam com a borboleta monarca ajudando em sua sobrevivência.
Foi nomeada a "borboleta do estado" no Kentucky em 1990.